# 輸送園芸
輸送園芸（ゆそうえんげい）とは、都市から離れた場所で行われ、輸送機関を使って都市へ出荷する、または国外へ輸出する農業である。遠郊農業（えんこうのうぎょう）・トラックファーミング（Truck farming）ともいう。農業分類においては園芸農業に属する。対義語は近郊農業であり、輸送費をかけてでも近郊農業よりも有利に出荷できる場所で発達する。

## 特徴
- その土地の自然環境（地形・気候・土壌[2]等）を生かした農作物を栽培する｡産地により栽培作物が特化している場合が多い[3]。
- 利益を大きくするために促成栽培や抑制栽培が行われる場合が多い。

## 主な産地
地中海沿岸
- イタリア・リヴィエラ海岸、スペイン - 野菜[2]。特にイタリアではハボタン（花キャベツ）、トマト、サラダナ、タマネギなどが栽培される[1]。
- アルジェリア・チュニジア・モロッコの沿岸部 - ヨーロッパ市場向けの遠郊農業[1]。

北アメリカ
- ノースカロライナ州からフロリダ半島 - スイカ・トマト・レタス[2]等
- カリフォルニア州 - 温暖な気候を生かした遠郊農業[4]。
- 五大湖周辺 - 冷涼な気候を生かした遠郊農業[4]。

日本
- 北海道- 冷涼な気候を生かした遠郊農業が盛ん。日本の食糧供給基地ともいわれている。トウモロコシ、タマネギ、ジャガイモ、トマト、ネギなど。
- 房総半島や伊豆半島の先端部、南海地方[5] - 特に伊豆半島では、キヌサヤ・ソラマメ・トマト・ピーマンなどの蔬菜やマーガレット・カーネーションなどの花卉が卓越する[4]。
- 長野県 - 標高が高く、冷涼な気候を生かしたキャベツ・レタス栽培が盛ん[4]。